# Reghin
Reghin là một đô thị thuộc hạt Mureș, România. Dân số thời điểm năm 2002 là 36023 người.